# Tarata (província)
Tarata é uma província do Peru localizada na região de  Tacna. Sua capital é a cidade de Tarata.

## Distritos
- Chucatamani
- Estique
- Estique-Pampa
- Sitajara
- Susapaya
- Tarata
- Tarucachi
- Ticaco